# Quận DeKalb, Alabama
Quận DeKalb là một quận thuộc tiểu bang Alabama, Hoa Kỳ. Quận được đặt tên theo Johan DeKalb. Dân số năm 2000 là 64.452 người. Quận lỵ là Fort Payne.